# Cadáver Exquisito (banda)
Cadáver Exquisito es una banda musical ecuatoriana de indie pop rock que se formó en el 2008, integrada actualmente por Daniel Vinueza, Juan Santoro, Camilo Palma, y Gustavo Muñoz. Su nombre se deriva de una técnica del surrealismo francés que permite ensamblar una obra con diferentes partes.

## Historia
Se formó en el 2008 en Guayaquil, compuesta por solo cuatro integrantes; fue idea luego de Vinueza, vocalista, el iniciar la composición de sus propias canciones, con lo cual se consolidó entre su público como una banda de indie pop rock reconocida en Ecuador. En el 2010 lanzaron su primer trabajo discográfico «Paredes de cartón», realizando también su primera gira nacional. A raíz de ello participaron en el concurso "Blue Concert", donde obtuvieron el primer lugar.
En 2013 lanzaron un álbum homónimo, del cual surgió el sencillo «Centrifugaba», cuyo video realizaron en la ciudad de Guayaquil, y escribieron junto a Diego Palma y Alfredo Bozano, exmiembros de la agrupación. Ese mismo año se trasladan a México por el lapso de dos años, donde firmaron con Universal Music, y además realizaron giras y nuevo material musical como su sencillo «Transformaciones»; integraron además a un nuevo bajista.
Durante el 2015 tomó un receso, para regresar en 2018. Su primera presentación juntos fue en el Funka Fest de ese año donde presentaron material inédito, como «Trofeo». Posterior a aquello, en 2019, lanzaron su sencillo «Temporada», de género electropop, con ritmos latinos. Tras la pandemia de COVID-19 en Ecuador, retomaron sus presentaciones en diciembre de 2022, con un concierto organizado en Diva Nicotina, en la ciudad de Guayaquil.